# 1. česká fotbalová liga
De 1. česká fotbalová liga (Nederlands: 1e Tsjechische voetballiga) is de hoogste voetbaldivisie in Tsjechië. In deze competitie spelen zestien clubs waarvan de nummers vijftien en zestien degraderen naar de Fotbalová národní liga. De competitie heet officieel vanaf het seizoen 2024/25 Chance liga. De 1. česká fotbalová liga is opgericht in 1993 na het onafhankelijk worden van Tsjechië en Slowakije en is daarmee de opvolger van het Tsjecho-Slowaaks voetbalkampioenschap.
Zoals Tsjechische voetbalbond er nu voor staat op de UEFA-coëfficiënten ranglijst plaatst de kampioen zich voor de tweede kwalificatieronde van de UEFA Champions League. De winnaar van de MOL Cup plaatst zich voor de (kwalificatierondes van de) UEFA Europa League. De nummers drie en vier plaatsen zich voor de tweede kwalificatieronde van de UEFA Europa Conference League.

## Competitie
De Chance liga telt 16 clubs. De competitie start gewoonlijk in juli en eindigt meestal in april.
Het eerste seizoen, 1993/94, werd gespeeld met het tweepuntensysteem, sindsdien wordt er gespeeld met het driepuntensysteem. Vanaf het seizoen 2018/19 worden na de reguliere competitie play-offs gespeeld.
In de play-offs wordt de competitie opgesplitst in drie groepen: de kampioensgroep, de Europa-leaguegroep en de degradatiegroep. In de kampioensgroep en de degradatiegroep speelt alle teams één wedstrijd tegen elk ander team in de groep. De drie hoogst geplaatste teams in de reguliere competitie spelen in deze twee groepen drie thuiswedstrijden en twee uitwedstrijden, de rest twee thuiswedstrijden en drie uitwedstrijden. In de kampioensgroep plaatst de kampioen zich voor de Champions League, hetzelfde geldt voor de runner-up. De nummer drie plaatst zich voor de Europa League en de nummer vier voor een barragewedstrijd tegen de winnaar van de Europa-leaguegroep. In de Europa-leaguegroep spelen de overgebleven vier teams spelen in twee rondes in toernooivorm voor plaatsing voor plaatsing voor de barragewedstrijd om het laatste Europa-leagueticket. In de degradatiegroep plaatsen de nummer 14 en 15 zich voor barragewedstrijden tegen degradatie. De nummer 16 degradeert direct naar de Fotbalová národní liga.
Het seizoen 2020/21 zal met 18 teams en zonder play-offs worden gespeeld. Dit komt omdat vanwege de coronapandemie het seizoen 2019/20 niet volledig is uitgespeeld en geen teams uit de Chance liga zijn gedegradeerd. Vanaf het seizoen 2021/21 wordt er weer met 16 teams in de reguliere competitie gespeeld en eindigt het seizoen met play-offs.

## Naamswijzigingen
De eerste seizoenen vier seizoenen sinds de oprichting van de competitie werden gespeeld onder de naam 1. česká fotbalová liga (1e Tsjechische voetballiga, afgekort: 1. liga). Tussen 1997 en 2014 werden zeventien seizoenen gespeeld onder de naam Gambrinus liga, een verwijzing naar het Tsjechische biermerk Gambrinus. Tussen 2014 en 2016 heette de competitie Synot liga, naar het Tsjechische Synot, een bedrijf dat vooral bekend is vanwege haar activiteiten in de gokindustrie. Vanaf het seizoen 2016/17 werd de naam veranderd naar ePojisteni.cz liga. Al na één seizoen werd het contract met ePojisteni.cz voortijdig beëindigd, voor het seizoen 2017/18 droeg de competitie de sponsornaam HET liga. HET is een bedrijf dat onder andere verven produceert. Voor het seizoen 2018/19 was er al een contract gesloten met de firma Fortuna. Hierdoor dragen vanaf dit seizoen zowel de Slowaakse hoogste divisie als de hoogste Tsjechsiche divisie dezelfde naam. Vanaf het seizoen 2024/25 draagt de competitie de naam Chance liga.

## Deelname seizoen 2024/25

### Clubs seizoen 2024/25
16 clubs spelen het seizoen 2024/25 in de Chance liga. Uit Praag komen maar liefst vier clubs. De regio's Karlsbad, Vysočina en Zuid-Moravië leveren dit seizoen geen clubs op het hoogste niveau.
| Club                       | Stad               | Stadion                                     | Afbeelding | Opening | Capaciteit |
| -------------------------- | ------------------ | ------------------------------------------- | ---------- | ------- | ---------- |
| FC Baník Ostrava           | Ostrava            | Městský stadion v Ostravě-Vítkovicích       |            | 1938    | 15.123     |
| Bohemians 1905 Praag       | Vršovice, Praag    | Ďolíček                                     |            | 1932    | 6300       |
| FK Dukla Praag             | Dejvice, Praag     | Na Julisce                                  |            | 1960    | 8150       |
| SK Dynamo České Budějovice | České Budějovice   | Fotbalový stadion Střelecký ostrov          |            | 1940    | 6681       |
| FC Hradec Králové          | Hradec Králové     | Malšovická aréna                            |            | 2023    | 9300       |
| FK Jablonec                | Jablonec nad Nisou | Stadion Střelnice                           |            | 1955    | 6108       |
| MFK Karviná                | Karviná            | Městský stadion Karviná                     |            | 1969    | 4833       |
| FK Mladá Boleslav          | Mladá Boleslav     | Městský stadion Mladá Boleslav              |            | 1965    | 5000       |
| FK Pardubice               | Pardubice          | CFIG Aréna                                  |            | 1931    | 4620       |
| SK Sigma Olomouc           | Olomouc            | Andrův stadion                              |            | 1940    | 12.541     |
| SK Slavia Praag            | Vršovice, Praag    | Fortuna arena                               |            | 2008    | 19.370     |
| 1. FC Slovácko             | Uherské Hradiště   | Městský fotbalový stadion Miroslava Valenty |            | 2003    | 8000       |
| FC Slovan Liberec          | Liberec            | Stadion u Nisy                              |            | 1934    | 9900       |
| AC Sparta Praag            | Bubeneč, Praag     | epet ARENA                                  |            | 1917    | 18.349     |
| FK Teplice                 | Teplice            | Stadion Na Stínadlech                       |            | 1973    | 18.221     |
| FC Viktoria Pilsen         | Pilsen             | Doosan Arena                                |            | 1955    | 11.700     |

## Landskampioenen
Zie ook Československá fotbalová liga voor de landskampioenenschappen van voor 1993.
1994 · AC Sparta Praag 

1995 · AC Sparta Praag 

1996 · SK Slavia Praag 

1997 · AC Sparta Praag 

1998 · AC Sparta Praag 

1999 · AC Sparta Praag 

2000 · AC Sparta Praag 

2001 · AC Sparta Praag 

2002 · FC Slovan Liberec 

2003 · AC Sparta Praag 

2004 · FC Baník Ostrava 

2005 · AC Sparta Praag 

2006 · FC Slovan Liberec 

2007 · AC Sparta Praag 

2008 · SK Slavia Praag 

2009 · SK Slavia Praag 

2010 · AC Sparta Praag 

2011 · FC Viktoria Pilsen 

2012 · FC Slovan Liberec 

2013 · FC Viktoria Pilsen 

2014 · AC Sparta Praag 

2015 · FC Viktoria Pilsen 

2016 · FC Viktoria Pilsen 

2017 · SK Slavia Praag 

2018 · FC Viktoria Pilsen 

2019 · SK Slavia Praag 

2020 · SK Slavia Praag 

2021 · SK Slavia Praag 

2022 · FC Viktoria Pilsen 

2023 · AC Sparta Praag 

2024 · AC Sparta Praag 

2025 · SK Slavia Praag 

| Club               | Stad    | Titels | Seizoenen |
| ------------------ | ------- | ------ | --- |
| AC Sparta Praag    | Praag   | 14     | 1993/94, 1994/95, 1996/97, 1997/98, 1998/99, 1999/00, 2000/01, 2002/03, 2004/05, 2006/07, 2009/10, 2013/14, 2022/23, 2023/24 |
| SK Slavia Praag    | Praag   | 8      | 1995/96, 2007/08, 2008/09, 2016/17, 2018/19, 2019/20, 2020/21, 2024/25                                                       |
| FC Viktoria Pilsen | Pilsen  | 6      | 2010/11, 2012/13, 2014/15, 2015/16, 2017/18, 2021/22                                                                         |
| FC Slovan Liberec  | Liberec | 3      | 2001/02, 2005/06, 2011/12 |
| FC Baník Ostrava   | Ostrava | 1      | 2003/04 |

## Eeuwige ranglijst deelname
Clubs vet weergegeven spelen in 2025/26 in de Chance liga.
| Club                                     | Stad / gemeente    | /33 | Seizoenen (1993-2026)                                          |
| ---------------------------------------- | ------------------ | --- | -------------------------------------------------------------- |
| AC Sparta Praag                          | Praag              | 33  | 1993-....                                                      |
| SK Slavia Praag                          | Praag              | 33  | 1993-....                                                      |
| FC Slovan Liberec                        | Liberec            | 33  | 1993-....                                                      |
| FK Jablonec                              | Jablonec nad Nisou | 32  | 1994-....                                                      |
| FC Baník Ostrava                         | Ostrava            | 32  | 1993-2016, 2017-....                                           |
| SK Sigma Olomouc                         | Olomouc            | 31  | 1993-2014, 2015/16, 2017-....                                  |
| FK Teplice                               | Teplice            | 30  | 1996-....                                                      |
| FC Viktoria Pilsen                       | Pilsen             | 29  | 1993-1999, 2000/01, 2003/04, 2005-....                         |
| FC Zbrojovka Brno                        | Brno               | 26  | 1993-2011, 2012-2018, 2020/21, 2022/23                         |
| SK Dynamo České Budějovice               | České Budějovice   | 24  | 1993-1998, 1999-2001, 2002-2005, 2006-2013, 2014/15, 2019-2025 |
| 1. FC Slovácko                           | Uherské Hradiště   | 24  | 2000-2007, 2009-....                                           |
| Bohemians 1905 Praag                     | Praag              | 24  | 1993-1995, 1996/97, 1999-2003, 2007/08, 2009-2012, 2013-....   |
| 1. FK Příbram                            | Příbram            | 22  | 1997-2007, 2008-2017, 2018-2021                                |
| FK Mladá Boleslav                        | Mladá Boleslav     | 22  | 2004-....                                                      |
| FC Zlín                                  | Zlín               | 20  | 1993-1996, 2002-2009, 2015-2024, 2025-....                     |
| FC Hradec Králové                        | Hradec Králové     | 19  | 1993-2000, 2001-2003, 2010-2013, 2014/15, 2016/17, 2021-....   |
| FK Viktoria Žižkov                       | Praag              | 14  | 1993-2004, 2007-2009, 2011/12                                  |
| FK Dukla Praag                           | Praag              | 11  | 1993/94, 2011-2019, 2024-....                                  |
| Slezský FC Opava                         | Opava              | 11  | 1995-2000, 2001/02, 2003-2005, 2018-2021                       |
| FK Drnovice                              | Drnovice           | 10  | 1993-2002, 2004/05                                             |
| MFK Karviná                              | Karviná            | 9   | 2016-2022, 2023-....                                           |
| FK Chmel Blšany                          | Blšany             | 8   | 1998-2006                                                      |
| FC Vysočina Jihlava                      | Jihlava            | 7   | 2005/06, 2012-2018                                             |
| FK Pardubice                             | Pardubice          | 6   | 2020-....                                                      |
| SK Kladno                                | Kladno             | 4   | 2006-2010                                                      |
| FC Union Cheb                            | Cheb               | 3   | 1993-1996                                                      |
| FK SIAD Most                             | Most               | 3   | 2005-2008                                                      |
| FC Karviná                               | Karviná            | 2   | 1996/97, 1998/99                                               |
| FK Bohemians Praag                       | Praag              | 2   | 2008-2010                                                      |
| FC Vítkovice                             | Ostrava            | 1   | 1993/94                                                        |
| FK Švarc Benešov                         | Benešov            | 1   | 1994/95                                                        |
| FC JOKO Slovácká Slavia Uherské Hradiště | Uherské Hradiště   | 1   | 1995/96                                                        |
| AFK Lázně Bohdaneč                       | Lázně Bohdaneč     | 1   | 1997/98                                                        |
| FK Ústí nad Labem                        | Ústí nad Labem     | 1   | 2010/11                                                        |
| SC Znojmo                                | Znojmo             | 1   | 2013/14                                                        |

## Eindstanden
| Legenda kleuren in de tabellen Seizoen 2024/25 |
| ---------------------------------------------- |
| Spelend in de Chance liga                      |
| Spelend in de Fortuna národní liga             |
| Spelend in het amateurvoetbal                  |
| Door fusie of opheffing niet meer actief       |

| Club                                     | 94 | 95 | 96 | 97 | 98 | 99 | 00 | 01 | 02 | 03 | 04 | 05 | 06 | 07 | 08 | 09 | 10 | 11 | 12 | 13 | 14 | 15 | 16 | 17 | 18 | 191     | 202    | 213 | 22      | 23      | 24      |
| ---------------------------------------- | -- | -- | -- | -- | -- | -- | -- | -- | -- | -- | -- | -- | -- | -- | -- | -- | -- | -- | -- | -- | -- | -- | -- | -- | -- | ------- | ------ | --- | ------- | ------- | ------- |
| AC Sparta Praag                          | 1  | 1  | 4  | 1  | 1  | 1  | 1  | 1  | 2  | 1  | 2  | 1  | 5  | 1  | 2  | 2  | 1  | 2  | 2  | 2  | 1  | 2  | 2  | 3  | 5  | 3 (3)   | 3 (3)  | 2   | 3 (3)   | 1 (1)   | 1 (1)   |
| SK Slavia Praag                          | 2  | 2  | 1  | 2  | 2  | 3  | 2  | 2  | 5  | 2  | 4  | 2  | 3  | 2  | 1  | 1  | 7  | 9  | 12 | 7  | 13 | 11 | 5  | 1  | 2  | 1 (1)   | 1 (1)  | 1   | 2 (1)   | 2 (2)   | 2 (2)   |
| FC Viktoria Pilsen                       | 5  | 9  | 9  | 11 | 14 | 15 | –  | 16 | –  | –  | 16 | –  | 14 | 6  | 9  | 8  | 5  | 1  | 3  | 1  | 2  | 1  | 1  | 2  | 1  | 2 (2)   | 2 (2)  | 5   | 1 (2)   | 3 (3)   | 3 (3)   |
| FC Baník Ostrava                         | 3  | 11 | 12 | 10 | 4  | 5  | 11 | 14 | 6  | 5  | 1  | 7  | 6  | 7  | 3  | 9  | 3  | 14 | 14 | 14 | 10 | 13 | 16 | –  | 13 | 5 (5)   | 6 (6)  | 8   | 5 (5)   | 11 (12) | 4 (4)   |
| FK Mladá Boleslav                        | –  | –  | –  | –  | –  | –  | –  | –  | –  | –  | –  | 14 | 2  | 3  | 7  | 6  | 8  | 5  | 4  | 8  | 3  | 4  | 4  | 4  | 9  | 7 (7)   | – (10) | 11  | 7 (7)   | 9 (9)   | 5 (5)   |
| 1. FC Slovácko                           | –  | –  | –  | –  | –  | –  | –  | 11 | 11 | 8  | 5  | 13 | 7  | 16 | –  | –  | 14 | 12 | 7  | 9  | 6  | 9  | 8  | 11 | 12 | 11 (12) | – (9)  | 4   | 4 (4)   | 5 (5)   | 6 (6)   |
| FC Hradec Králové                        | 13 | 12 | 14 | 14 | 11 | 8  | 16 | –  | 12 | 16 | –  | –  | –  | –  | –  | –  | –  | 8  | 13 | 16 | –  | 15 | –  | 15 | –  | –       | –      | –   | 6 (6)   | 8 (8)   | 7 (9)   |
| FK Teplice                               | –  | –  | –  | 13 | 7  | 2  | 5  | 8  | 7  | 6  | 9  | 3  | 4  | 8  | 5  | 7  | 4  | 10 | 5  | 12 | 5  | 7  | 12 | 5  | 8  | 10 (10) | – (12) | 15  | 15 (12) | 12 (13) | 8 (10)  |
| FC Slovan Liberec                        | 9  | 4  | 7  | 5  | 5  | 9  | 8  | 6  | 1  | 4  | 6  | 5  | 1  | 4  | 6  | 3  | 9  | 7  | 1  | 3  | 4  | 12 | 3  | 9  | 6  | 6 (6)   | 5 (5)  | 6   | 9 (8)   | 7 (7)   | 9 (7)   |
| SK Sigma Olomouc                         | 7  | 8  | 2  | 8  | 3  | 4  | 12 | 3  | 10 | 11 | 3  | 4  | 9  | 14 | 11 | 4  | 6  | 4  | 11 | 5  | 15 | –  | 15 | –  | 4  | 9 (8)   | – (11) | 9   | 8 (9)   | 6 (6)   | 10 (8)  |
| FK Jablonec                              | –  | 10 | 3  | 3  | 6  | 12 | 14 | 12 | 9  | 12 | 10 | 6  | 8  | 9  | 12 | 5  | 2  | 3  | 8  | 4  | 11 | 3  | 7  | 8  | 3  | 4 (4)   | 4 (4)  | 3   | 13 (13) | 13 (11) | 11 (12) |
| FK Pardubice                             | –  | –  | –  | –  | –  | –  | –  | –  | –  | –  | –  | –  | –  | –  | –  | –  | –  | –  | –  | –  | –  | –  | –  | –  | –  | –       | –      | 7   | 11 (15) | 14 (15) | 12 (13) |
| Bohemians 1905 Praag                     | 14 | 15 | –  | 16 | –  | –  | 7  | 9  | 4  | 15 | –  | –  | –  | –  | 15 | –  | 12 | 6  | 15 | –  | 14 | 8  | 9  | 13 | 7  | 13 (11) | – (8)  | 10  | 14 (14) | 4 (4)   | 13 (11) |
| MFK Karviná                              | –  | –  | –  | –  | –  | –  | –  | –  | –  | –  | –  | –  | –  | –  | –  | –  | –  | –  | –  | –  | –  | –  | –  | 10 | 14 | 15 (15) | – (14) | 12  | 16 (16) | –       | 14 (14) |
| SK Dynamo České Budějovice               | 6  | 7  | 11 | 6  | 15 | –  | 13 | 15 | –  | 13 | 8  | 15 | –  | 10 | 13 | 10 | 13 | 11 | 10 | 15 | –  | 16 | –  | –  | –  | –       | – (7)  | 13  | 10 (10) | 10 (10) | 15 (16) |
| FC Zlín                                  | 11 | 14 | 15 | –  | –  | –  | –  | –  | –  | 7  | 7  | 10 | 11 | 13 | 8  | 15 | –  | –  | –  | –  | –  | –  | 13 | 6  | 10 | 8 (9)   | – (13) | 14  | 12 (11) | 15 (16) | 16 (15) |
| FC Zbrojovka Brno                        | 12 | 3  | 8  | 4  | 10 | 7  | 4  | 13 | 8  | 9  | 14 | 11 | 12 | 5  | 4  | 11 | 11 | 15 | –  | 13 | 9  | 14 | 6  | 12 | 16 | –       | –      | 16  | –       | 16 (14) | –       |
| 1. FK Příbram                            | –  | –  | –  | –  | 13 | 13 | 6  | 4  | 13 | 10 | 11 | 9  | 13 | 15 | –  | 12 | 10 | 13 | 9  | 11 | 12 | 5  | 14 | 16 | –  | 14 (14) | – (16) | 17  | –       | –       | –       |
| SFC Opava                                | –  | –  | 6  | 9  | 12 | 14 | 15 | –  | 16 | –  | 12 | 16 | –  | –  | –  | –  | –  | –  | –  | –  | –  | –  | –  | –  | –  | 12 (13) | – (15) | 18  | –       | –       | –       |
| FK Dukla Praag                           | 16 | –  | –  | –  | –  | –  | –  | –  | –  | –  | –  | –  | –  | –  | –  | –  | –  | –  | 6  | 6  | 7  | 6  | 10 | 7  | 11 | 16 (16) | –      | –   | –       | –       | –       |
| FC Vysočina Jihlava                      | –  | –  | –  | –  | –  | –  | –  | –  | –  | –  | –  | –  | 15 | –  | –  | –  | –  | –  | –  | 10 | 8  | 10 | 11 | 14 | 15 | –       | –      | –   | –       | –       | –       |
| 1. SC Znojmo                             | –  | –  | –  | –  | –  | –  | –  | –  | –  | –  | –  | –  | –  | –  | –  | –  | –  | –  | –  | –  | 16 | –  | –  | –  | –  | –       | –      | –   | –       | –       | –       |
| FK Viktoria Žižkov                       | 8  | 5  | 10 | 12 | 8  | 10 | 9  | 5  | 3  | 3  | 15 | –  | –  | –  | 10 | 16 | –  | –  | 16 | –  | –  | –  | –  | –  | –  | –       | –      | –   | –       | –       | –       |
| FK Ústí nad Labem                        | –  | –  | –  | –  | –  | –  | –  | –  | –  | –  | –  | –  | –  | –  | –  | –  | –  | 16 | –  | –  | –  | –  | –  | –  | –  | –       | –      | –   | –       | –       | –       |
| SK Kladno                                | –  | –  | –  | –  | –  | –  | –  | –  | –  | –  | –  | –  | –  | 11 | 14 | 14 | 15 | –  | –  | –  | –  | –  | –  | –  | –  | –       | –      | –   | –       | –       | –       |
| FK Bohemians Praag                       | –  | –  | –  | –  | –  | –  | –  | –  | –  | –  | –  | –  | –  | –  | –  | 13 | 16 | –  | –  | –  | –  | –  | –  | –  | –  | –       | –      | –   | –       | –       | –       |
| FK SIAD Most                             | –  | –  | –  | –  | –  | –  | –  | –  | –  | –  | –  | –  | 10 | 12 | 16 | –  | –  | –  | –  | –  | –  | –  | –  | –  | –  | –       | –      | –   | –       | –       | –       |
| FK Chmel Blšany                          | –  | –  | –  | –  | –  | 6  | 10 | 10 | 14 | 14 | 13 | 12 | 16 | –  | –  | –  | –  | –  | –  | –  | –  | –  | –  | –  | –  | –       | –      | –   | –       | –       | –       |
| 1. FK Drnovice                           | 10 | 6  | 5  | 7  | 9  | 11 | 3  | 7  | 15 | –  | –  | 8  | –  | –  | –  | –  | –  | –  | –  | –  | –  | –  | –  | –  | –  | –       | –      | –   | –       | –       | –       |
| FC Karviná                               | –  | –  | –  | 15 | –  | 16 | –  | –  | –  | –  | –  | –  | –  | –  | –  | –  | –  | –  | –  | –  | –  | –  | –  | –  | –  | –       | –      | –   | –       | –       | –       |
| AFK Lázně Bohdaneč                       | –  | –  | –  | –  | 16 | –  | –  | –  | –  | –  | –  | –  | –  | –  | –  | –  | –  | –  | –  | –  | –  | –  | –  | –  | –  | –       | –      | –   | –       | –       | –       |
| FC Union Cheb                            | 4  | 13 | 13 | –  | –  | –  | –  | –  | –  | –  | –  | –  | –  | –  | –  | –  | –  | –  | –  | –  | –  | –  | –  | –  | –  | –       | –      | –   | –       | –       | –       |
| FC JOKO Slovácká Slavia Uherské Hradiště | –  | –  | 16 | –  | –  | –  | –  | –  | –  | –  | –  | –  | –  | –  | –  | –  | –  | –  | –  | –  | –  | –  | –  | –  | –  | –       | –      | –   | –       | –       | –       |
| FK Švarc Benešov                         | –  | 16 | –  | –  | –  | –  | –  | –  | –  | –  | –  | –  | –  | –  | –  | –  | –  | –  | –  | –  | –  | –  | –  | –  | –  | –       | –      | –   | –       | –       | –       |
| FC Vítkovice                             | 15 | –  | –  | –  | –  | –  | –  | –  | –  | –  | –  | –  | –  | –  | –  | –  | –  | –  | –  | –  | –  | –  | –  | –  | –  | –       | –      | –   | –       | –       | –       |

1 Vanaf het seizoen 2018/19 wordt na de reguliere competitie play-offs gespeeld, tussen haakjes staat de positie waarop de ploeg is geëindigd in de reguliere competitie. 

2 Vanwege de coronapandemie is het seizoen 2019/20 niet volledig uitgespeeld. Alleen de eerste zes posities zijn bepaald om de ploegen die in 2020/21 Europees voetbal spelen aan te kunnen wijzen. 

3 Vanwege de coronapandemie is het seizoen 2020/21 met 18 in plaats van 16 teams en zonder play-offs gespeeld.

### Punten van de kampioen
Een overzicht van de behaalde punten van de kampioen vanaf de oprichting van de 1. česká fotbalová liga in 1993 tot en met het heden.
| 631 |

| 70 |

| 70 |

| 65 |

| 71 |

| 60 |

| 76 |

| 68 |

| 64 |

| 65 |

| 63 |

| 64 |

| 59 |

| 62 |

| 60 |

| 62 |

| 62 |

| 69 |

| 66 |

| 65 |

| 79 |

| 72 |

| 71 |

| 69 |

| 66 |

| 832 |

| 720 |

| 85 |

| 72 |

| 863 |

| 85 |

| 72 |

| 78 |

| 68 |

| 87 |

| 76 |

| 1. česká fotbalová liga |

| 1. česká fotbalová liga |

1 Alleen het eerste seizoen 1993/94 werd afgewerkt in het tweepuntensysteem, alle andere seizoenen werden afgewerkt in het driepuntensysteem. Het hier gegeven puntenaantal is omgerekend naar wat het aantal zou zijn geweest in een driepuntenstelsel. 

2 Vanaf het seizoen 2019/20 wordt na de reguliere competitie play-offs gespeeld, waardoor het aantal gespeelde wedstrijden van 30 naar 35 is verhoogd. De groene bar geeft het aantal punten aan behaald in de reguliere competitie. De rode bar het aantal punten na de reguliere competitie en play-offs. 

3 Vanwege de coronapandemie is het seizoen 2020/21 met 18 in plaats van 16 teams en zonder play-offs gespeeld.

## Topscorers

### Per seizoen

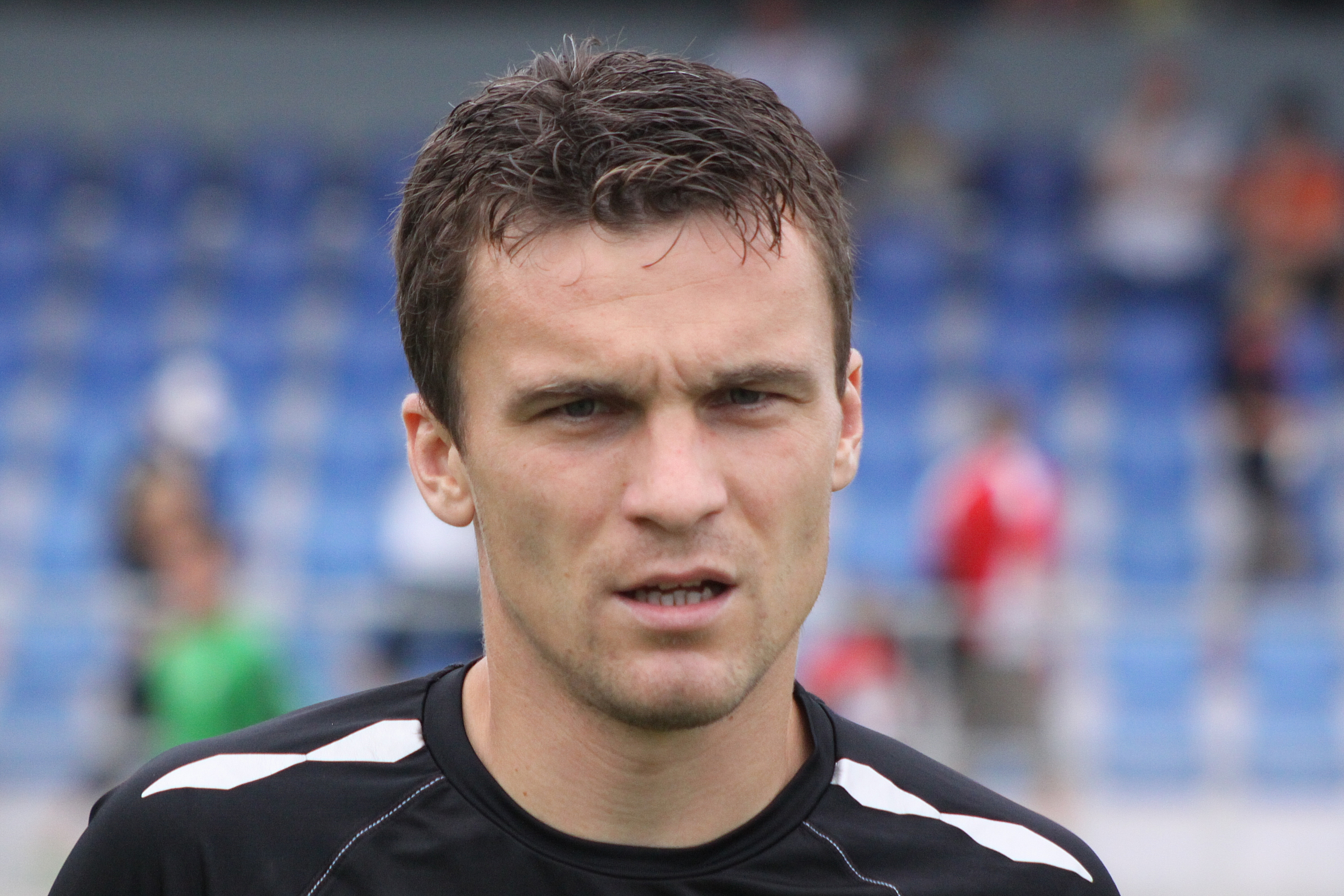
David Lafata, 6-voudig topscorer

| Seizoen | Speler                   | Club                                 | Aantal      |
| ------- | ------------------------ | ------------------------------------ | ----------- |
| 1993/94 | Horst Siegl              | AC Sparta Praag                      | 20          |
| 1994/95 | Radek Drulák             | FC Petra Drnovice                    | 15          |
| 1995/96 | Radek Drulák             | FC Petra Drnovice                    | 22          |
| 1996/97 | Horst Siegl              | AC Sparta Praag                      | 19          |
| 1997/98 | Horst Siegl              | AC Sparta Praag                      | 13          |
| 1998/99 | Horst Siegl              | AC Sparta Praag                      | 18          |
| 1999/00 | Vratislav Lokvenc        | AC Sparta Praag                      | 22          |
| 2000/01 | Vítězslav Tuma           | FK Drnovice                          | 15          |
| 2001/02 | Jiří Štajner             | FC Slovan Liberec                    | 15          |
| 2002/03 | Jiří Kowalík             | 1. FC Synot                          | 16          |
| 2003/04 | Marek Heinz              | FC Baník Ostrava                     | 19          |
| 2004/05 | Tomáš Jun                | AC Sparta Praag                      | 14          |
| 2005/06 | Milan Ivana              | 1. FC Slovácko                       | 11          |
| 2006/07 | Luboš Pecka              | FK Mladá Boleslav                    | 16          |
| 2007/08 | Václav Svěrkoš           | FC Baník Ostrava                     | 15          |
| 2008/09 | Andrej Kerić             | FC Slovan Liberec                    | 15          |
| 2009/10 | Michal Ordoš             | SK Sigma Olomouc                     | 12          |
| 2010/11 | David Lafata             | FK Baumit Jablonec                   | 19          |
| 2011/12 | David Lafata             | FK Baumit Jablonec                   | 25          |
| 2012/13 | David Lafata             | FK Baumit Jablonec / AC Sparta Praag | 20 (13 / 7) |
| 2013/14 | Josef Hušbauer           | AC Sparta Praag                      | 18          |
| 2014/15 | David Lafata             | AC Sparta Praag                      | 20          |
| 2015/16 | David Lafata             | AC Sparta Praag                      | 20          |
| 2016/17 | David Lafata Milan Škoda | AC Sparta Praag SK Slavia Praag      | 15          |
| 2017/18 | Michael Krmenčík         | FC Viktoria Pilsen                   | 16          |
| 2018/19 | Nikolaj Komlitsjenko     | FK Mladá Boleslav                    | 24          |
| 2019/20 | Libor Kozák Petar Musa   | AC Sparta Praag SK Slavia Praag      | 14          |
| 2020/21 | Jan Kuchta Adam Hložek   | SK Slavia Praag AC Sparta Praag      | 15          |
| 2021/22 | Jean-David Beauguel      | FC Viktoria Pilsen                   | 19          |
| 2022/23 | Václav Jurečka           | SK Slavia Praag                      | 20          |
| 2023/24 | Václav Jurečka           | SK Slavia Praag                      | 19          |

### Per club
| Club               | Aantal |
| ------------------ | ------ |
| AC Sparta Praag    | 13     |
| SK Slavia Praag    | 5      |
| FK Drnovice        | 3      |
| FK Baumit Jablonec | 3      |
| 1. FC Slovácko     | 2      |
| FC Baník Ostrava   | 2      |
| FC Slovan Liberec  | 2      |
| FK Mladá Boleslav  | 2      |
| FC Viktoria Pilsen | 2      |
| SK Sigma Olomouc   | 1      |

### Per speler
| Speler               | Aantal |
| -------------------- | ------ |
| David Lafata         | 6      |
| Horst Siegl          | 4      |
| Radek Drulák         | 2      |
| Václav Jurečka       | 2      |
| Vratislav Lokvenc    | 1      |
| Vítězslav Tuma       | 1      |
| Jiří Štajner         | 1      |
| Jiří Kowalík         | 1      |
| Marek Heinz          | 1      |
| Tomáš Jun            | 1      |
| Milan Ivana          | 1      |
| Luboš Pecka          | 1      |
| Václav Svěrkoš       | 1      |
| Andrej Kerić         | 1      |
| Michal Ordoš         | 1      |
| Josef Hušbauer       | 1      |
| Milan Škoda          | 1      |
| Michael Krmenčík     | 1      |
| Nikolaj Komlitsjenko | 1      |
| Libor Kozák          | 1      |
| Petar Musa           | 1      |
| Jan Kuchta           | 1      |
| Adam Hložek          | 1      |
| Jean-David Beauguel  | 1      |